# Lista de personagens de Star Trek: Discovery
Star Trek: Discovery é uma série televisiva estadunidense criada por Bryan Fuller e Alex Kurtzman e transmitida pela CBS desde 25 de setembro de 2017. O enredo da série ocorre uma década antes dos eventos da série original, sendo distinto da linha cronológica dos filmes concomitantes. Discovery explora a guerra fria entre os Klingon e a Federação dos Planetas Unidos enquanto narra as aventuras da tripulação da USS Discovery.
A série é estrelada por Sonequa Martin-Green como Michael Burnham, líder de um motim na Frota Estelar realocada como especialista de ciência a bordo da USS Discovery, sendo ainda irmã adotiva de Spock. Doug Jones, Shazad Latif, Anthony Rapp, Mary Wiseman e Jason Isaacs também estrelam a série. Alguns personagens visto na série original também fazem participações em Discovery, incluindo Sarek (interpretado por James Frain) e Harry Mudd (interpretado por Rainn Wilson).

## Personagens

### Elenco principal
| Personagem | Ator                 | Temporadas | Temporadas | Temporadas |  |
| Personagem | Ator                 | Principal  | Recorrente | Convidado  |  |
| --- | -------------------- | ---------- | ---------- | ---------- |  |
| |                      |            |            |            |  |
| Michael Burnham | Sonequa Martin-Green | 1–presente | –          | –          |  |
| Michael Burnham é uma Especialista Científica a bordo da USS Discovery. Burnham foi primeira-oficial na USS Shenzhou, onde era denominada "Número Um", até ser condenada por motim e sentenciada a prisão perpétua. O Capitão Gabriel Lorca foi responsável por trazer Burnham de volta ao serviço com uma licença temporária como cientista a bordo de sua nave. Burnham foi educada na cultura vulcana por Sarek, sendo a primeira humana a frequentar o Centro de Aprendizagem e a Academia de Ciências de Vulcano. Bryan Fuller, o co-criador da série havia previsto o anúncio do elenco para outubro de 2016, porém nenhum anúncio foi realizado até o encerramento daquele mês. Fuller escalou a maioria dos personagens principais da série, mas não havia selecionado nenhuma atriz entre os protagonistas. Este fato gerou alguns debates internos na CBS, já que elencar o personagem foi "mais difícil do que o esperado". A emissora buscou uma atriz afro-americana ou de ascendência latina desde que não fosse "uma grande estrela" e "dando preferência rostos novos para o papel". Martin-Green foi confirmada para o papel em abril de 2017, após o encerramento de sua participação em The Walking Dead. No mesmo dia foi anunciado que a personagem traria consigo um conflito interno muito grande por conta de sua educação por Sarek. O produtor Aaron Harberts explicou que as atrizes testadas para o papel "foram muito robóticas e frias ou muito emocionais", mas Martin-Green foi "capaz de estar distante, mas quente; lógica, mas capaz de trazer seu lado emotivo ao público". Como Spock nunca havia mencionado a existência de uma irmã na série original, o produtor Alex Kurtzman afirmou que pontos específicos do passado de Burnham seriam revelados de uma forma que não quebrasse a continuidade da franquia. Protagonista da série, Burnham não é uma capitã da Frota Estelar, como os protagonistas das séries televisivas anteriores, "para que vissem a personagem de uma perspectiva diferente; alguém que possui relações diferentes com o capitão, com subordinados, isso nos deu um contexto mais rico". Ao longo da série, a personagem é referida como "Número Um" em homenagem ao personagem homônimo interpretado por Majel Barrett na série original. |                      |            |            |            |  |
| |                      |            |            |            |  |
| Saru | Doug Jones           | 1–presente | –          | –          |  |
| Saru é o tenente-comandante servindo como Primeiro Oficial da USS Discovery, sendo também o primeiro Kelpien a ingressar na Frota Estelar. Jones foi anunciado para o personagem em novembro de 2016. Os Kelpiens, uma espécie criada especialmente para a série, foram caçados como presas em seu próprio planeta e, desde então, desenvolveram a habilidade de pressentir a morte. Possuem uma reputação de covardes perante as demais raças da Federação. Jones abraçou a ideia de "desenvolver este personagem desde o começo e descobrir sua espécie", além de não precisar referenciar um personagem anterior. No entanto, o andar de Saru foi inspirado nas supermodelos por necessidade devido às botas que o ator utilizou para simular os pés amputados do personagem. Apesar de não ser baseado em nenhum personagem da série original, os produtores de Discovery compararam Saru a Spock e Data. Saru foi introduzido na estreia da série como um oficial de ponte da USS Shenzhou, altamente danificada já no segundo episódio da série. Antes dos eventos de "Context is for Kings", Saru ingressa na USS Discovery. |                      |            |            |            |  |
| |                      |            |            |            |  |
| Voq / Ash Tyler | Shazad Latif         | 1–presente | –          | –          |  |
| Voq é um Klingon albino descrito como "tocado pelo destino e pelo fogo" que passa por uma cirurgia, assumindo a identidade de Ash Tyler, um tenente da Frota Estelar e antigo prisioneiro de guerra. Em dezembro de 2016, Latif havia sido confirmado para o papel de Kol, antes de ser reafirmado como Tyler no final de abril de 2017. Voq seria interpretado por Javid Iqbal, um nome artístico inventado para o pai de Latif na tentativa de ocultar a conexão entre os dois personagens. Latif descreveu seu personagem como "profundo, complexado e ferido" e observou que "há uma química, uma relação com Burnham". O sotaque do personagem possui traços de árabe, enquanto o ator tentou evitar uma voz nasalada para o personagem Tyler. |                      |            |            |            |  |
| |                      |            |            |            |  |
| Paul Stamets | Anthony Rapp         | 1–presente | –          | –          |  |
| Paul Stamets é o Oficial de Ciência especializado em astromicologia, o estudo de fungos no cosmo. Rapp foi anunciado como Stamets em novembro de 2016. O ator havia sido escalado para um papel menor, mas foi selecionado como Stamets após a produção considerá-lo o melhor ator para o personagem homossexual. Stamets é o primeiro personagem abertamente homossexual da franquia Star Trek e os produtores "queriam explorar a sexualidade do personagem de maneira que o público explorasse sua sexualidade cotidiana". Rapp acrescentou que Hikaru Sulu foi desenvolvido como um personagem homossexual em Star Trek Beyond, chamando o fato de "um gesto agradável. Mas, neste caso, nós realmente vamos vê-lo com meu parceiro em conversas, em nossos dormitórios, vocês verão nosso relacionamento o tempo inteiro, tratado como uma relação qualquer deveria ser". Stamets foi inspirado no micologista real homônimo, a quem Fuller foi apresentado pelos roteiristas da série após declarar seu interesse no estudo de esporos. A visão do personagem de que a física e a biologia são quantificamente o mesmo também vem da pesquisa e das teorias reais de Stamets. |                      |            |            |            |  |
| |                      |            |            |            |  |
| Sylvia Tilly | Mary Wiseman         | 1–presente | –          | –          |  |
| Sylvia Tilly é uma cadete em ano de graduação na Academia da Frota Estelar, servindo a bordo da Discovery. É subordinada de Stamets na Discovery e torna-se colega de quarto de Burnham. Wiseman foi anunciada em março de 2017 para o papel, que foi incluído na série para pessoas "no nível mais básico" da hierarquia da Frota Estelar. Ela é a "mais otimista... possui o maior coração" e Harberts a descreve como "um pouco de alma na nossa série". A personagem recebeu este nome em homenagem à sobrinha da produtora Gretchen J. Berg. |                      |            |            |            |  |
| |                      |            |            |            |  |
| Gabriel Lorca | Jason Isaacs         | 1–presente | –          | –          |  |
| Gabriel Lorca é o Capitão da Discovery, um "brilhante estrategista militar". Isaacs juntou-se ao elenco em março de 2017, descrevendo seu personagem como "provavelmente mais bêbado do que qualquer outro" capitão já visto em Star Trek, e comparou seu personagem à sua atuação como Mike Steele em Black Hawk Down. Isaacs recebeu primeiramente os dois roteiros da série, no quais Lorca não aparece e um tratamento inicial de sua introdução no terceiro, mas concordou em participar da série após discutir os rumos do personagem com a produção. O ator concedeu ao personagem o marcante sotaque sulista americano, evitando empregar seu sotaque inglês nativo e sendo "uma humilde sombra do brilhante Patrick Stewart como Jean-Luc Picard em The Next Generation". "Ele é um militar, mas pode ser muito charmoso. Tive o privilégio de trabalhar com os Rangers em Fort Benning e não importa de onde você seja na América, se você treinar em alguma dessas bases no Sul, você fica com o sotaque sulista. E eu queria algo que tivesse subliminares no militarismo." |                      |            |            |            |  |

### Elenco recorrente
| Personagem | Ator          | Temporadas | Temporadas | Temporadas |  |
| Personagem | Ator          | Principal  | Recorrente | Convidado  |  |
| --- | ------------- | ---------- | ---------- | ---------- |  |
| |               |            |            |            |  |
| Philippa Georgiou | Michelle Yeoh | –          | 1–presente | –          |  |
| Philippa Georgiou é a Capitã da USS Shenzhou. Georgiou possui uma relação de "mãe e filha" com Burnham após seu ingresso na Shenzhou. Yeoh decidiu manter seu sotaque chino-malásio para a personagem, sendo esta mais uma maneira em que a série diverge seu elenco. |               |            |            |            |  |
| |               |            |            |            |  |
| L'Rell | Mary Chieffo  | –          | 1–presente | –          |  |
| L'Rell é a Comandante do Deque de Batalha na nave Klingon. L'Rell é membro de ambas as casas de T'Kuvma e Mo'Kai, esta última sendo mencionada primeiramente em Star Trek: Voyager. Chieffo afirmou que por conta disto haveria uma "interessante exploração no que significa pertencer a duas ideologias diferentes". A atriz buscou inspiração nas personagens femininas da raça Klingon já exploradas na franquia, e declarou ter gostado do perfil de Grilka de Star Trek: Deep Space Nine. |               |            |            |            |  |
| |               |            |            |            |  |
| Sarek | James Frain   | –          | 1–presente | –          |  |
| Sarek é um astrofísico vulcano, pai de Spock, e pai desconhecido de Michael Burnham. Frain aparece como uma versão mais jovem do personagem interpretado por Mark Lenard na série original. |               |            |            |            |  |